# Tintin kalandjai (rádiójáték)
A Tintin kalandjai a BBC rádióadaptációja a Tintin képregényeknek, az 1991-es rajzfilmsorozat után. A sorozatot a BBC Radio 5 mutatta be 1992-93-ban. Mindkét évadot kiadta a BBC Audio.

## Hangok
| Szereplő            | Hangja                                         |
| ------------------- | ---------------------------------------------- |
| Tintin              | Richard Pearce                                 |
| Snowy               | Andrew Sachs                                   |
| Haddock kapitány    | Leo McKern (1. évad) Lionel Jeffries (2. évad) |
| Calcalus professzor | Stephen Moore                                  |
| Thomson és Thompson | Charles Kay                                    |

Vendégszerepelt még Miriam Margolyes mint Bianca Castafiore, a karácsonyi különrészben.

## Epizódlista

### Első évad
| Sorszáma a rádiósorozatban | Sorszáma a képregénysorozatban | Címe (magyarul)                               |
| -------------------------- | ------------------------------ | --------------------------------------------- |
| 1                          | 7                              | The Black Island (A fekete sziget)            |
| 2                          | 11                             | The Secret A Unicorn (Az egyszarvú titka)     |
| 3                          | 12                             | Red Rackham's Treasure (Vörös Rackham kincse) |
| 4                          | 16                             | Destination Hold (Irány a Hold)               |
| 5                          | 17                             | Explorers on the Moon (Séta a Holdon)         |
| 6                          | 20                             | Tintin in Tibet (Tintin Tibetben)             |

### Második évad
| Sorszáma a rádiósorozatban | Sorszáma a képregénysorozatban | Címe (magyarul)                            |
| -------------------------- | ------------------------------ | ------------------------------------------ |
| 7                          | 13                             | The Seven Crystal Balls (A 7 kristálygömb) |
| 8                          | 14                             | Prisoners of the Sun (A naptemplom)        |
| 9-10                       | 18                             | The Calculus Affair (A Tournesol-incidens) |
| 11-12                      | 19                             | The Red Sea Sharks (Koksz berakodva)       |

### Karácsonyi különkiadás
45 perces különkiadás; nem ismételték meg a sugárzását.
| Sorszáma a rádiósorozatban | Sorszáma a képregénysorozatban | Címe (magyarul)                              |
| -------------------------- | ------------------------------ | -------------------------------------------- |
| 13                         | 21                             | The Castafiore Emerald (Castafiore ékszerei) |

## Fordítás
- Ez a szócikk részben vagy egészben  a   Tintin_books,_films,_and_media#Radio című angol Wikipédia-szócikk fordításán alapul.  Az eredeti cikk szerkesztőit annak laptörténete sorolja fel. Ez a jelzés csupán a megfogalmazás eredetét és a szerzői jogokat jelzi, nem szolgál a cikkben szereplő információk forrásmegjelöléseként.